# Mikronezija na Svjetskom prvenstvu u atletici 2015.
Mikronezija se na Svjetskom prvenstvu u atletici 2015. u Pekingu natjecala od 22. do 30. kolovoza s jednom predstavnicom u trci na 100 metara.

## Rezultati

### Žene

#### Trkačke discipline
| Atletičarka | Disciplina | Kvalikacije | Kvalikacije | Završnica              | Završnica              |
| Atletičarka | Disciplina | Rezultat    | Plasman     | Rezultat               | Plasman                |
| ----------- | ---------- | ----------- | ----------- | ---------------------- | ---------------------- |
| Lihen Jonas | 100 metara | 13.70       | 52.         | Nije se kvalificirala. | Nije se kvalificirala. |